# Wita Kin
Wita Kin, ukr. Віта Кін (ur. 25 listopada 1969 w Kijowie) – ukraińska projektantka mody, założycielka marki Vita Kin.

## Życiorys

### Kariera
W 2008 Kin uruchomiła własną markę odzieżową Vita Kin for Kingdom, która specjalizowała się w sukienkach. W 2013 stworzyła markę Vyshyvanka by Vita Kin, która opiera się na ubraniach inspirowanych ukraińskim strojem narodowym, wyszywanką. Pierwsze kolekcje zostały wydane pod hasłem „Chic Nationale”.
Od 2010 zajmuje się fotografią reklamową i modową.
Podczas Tygodnia Mody w Paryżu 2015 jej prace pojawiły się w magazynie Vogue oraz w Harper’s Bazaar. W tym samym roku „The Wall Street Journal” nazwał haftowane koszule projektantki najpopularniejszymi letnimi sukienkami roku. We wrześniu podczas Best Fashion Awards Kin została wybrana „Najlepszą debiutantką 2015 roku”. W listopadzie 2015, podczas Elle Style Awards, Kin została uznana za „Najlepszą projektantkę odzieży damskiej w Ukrainie”.
W lutym 2018 znalazła się na liście 20 najlepszych ukraińskich innowatorów według ukraińskiego wydania magazynu „Focus”. Wiosną 2018 zaprezentowała wspólną kolekcję z marką Eres. W grudniu 2019 współpracowała z Amandą Brooks, aby stworzyć kolekcję obrusów.
Po rosyjskiej inwazji na Ukrainę w lutym 2022 francuski magazyn modowy „L’Officiel” zacytował jej apel: Drodzy przyjaciele, partnerzy, współpracownicy z całego świata… Odważnie walczymy o naszą wolność i o wolność na całym świecie… Wielu pyta, jak mogą pomóc. Proszę Cię: daj nam swoją uwagę i energię w mediach społecznościowych. Ukraińcy walczą o was wszystkich. Wszystkich, którzy publikują modę, zajmują się podróżami jedzeniem, zwierzętami… Proszę, bądź z nami. Zainspiruj nas i zatriumfuj dobrej woli! Wasza Vita Kin i 40 milionów Ukraińców.

## Życie prywatne
W 1999 poślubiła Romana Kindrachuka, współwłaściciela Radioaktive Film.